# Vesvres
Vesvres é uma comuna francesa na região administrativa da Borgonha-Franco-Condado, no departamento de Côte-d'Or. Estende-se por uma área de 4,15 km². Em 2010 a comuna tinha 29 habitantes (densidade: 7 hab./km²).